# Dendrophthoe lonchiphylla
Dendrophthoe lonchiphylla là một loài thực vật có hoa trong họ Loranthaceae. Loài này được (Thwaites) Danser mô tả khoa học đầu tiên năm 1929.